# МДЭ (фреймворк)

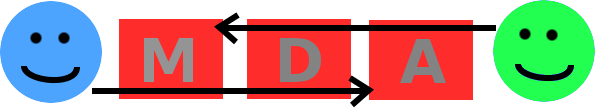
Механика, динамика и эстетика с точки зрения дизайнера (синий) и игрока (зеленый).

МДЭ (Механика, динамика, эстетика; англ. Mechanics-Dynamics-Aesthetics (MDA)) — фреймворк в геймдизайне, используемый для проектирования и анализа игр.

## Описание
МДЭ формализует подход к проектированию игр, разбивая их на три компонента: механику, динамику и эстетику.
- Механика — это базовые компоненты игры: её правила, каждое действие, которое игрок может выполнить в игре, алгоритмы и структуры данных в игровом движке и т. д.
- Динамика — это поведение механики во время работы игры, отклик на действия игрока и "взаимодействия" с другими механиками.
- Эстетика — это эмоциональные реакции, вызываемые у игрока.

Существует много видов эстетического восприятия, включая, помимо прочего, следующие восемь, согласно Хуникке, Лебланку и Зубеку (Hunicke, LeBlanc and Zubek):
1. Ощущение (игра как удовольствие от ощущений): игрок наслаждается запоминающимися аудио-визуальными эффектами.
2. Фантазия (игра как стимул воображения): воображаемый мир.
3. Повествование (игра как драма ): история, которая заставляет игрока возвращаться к игре
4. Испытание (игра как полоса препятствий, как вызов): стремление завладеть чем-то. Увеличивает перепрохождения игры.
5. Единство (игра как социальная сущность): сообщество, в котором игрок является активным участником. Встречается в основном в многопользовательских играх.
6. Открытие (игра как неизведанная территория): стремление исследовать игровой мир.
7. Выражение ( игра как самопознание): собственное творчество и самовыражение. Например, создание персонажа, напоминающего собственный аватар игрока.
8. Зависимость (игра как времяпрепровождение ): игровой процесс  несмотря ни на что.

С точки зрения геймдизайнера, механика создает динамику, которая, в свою очередь, создает эстетику. Игрок же познаёт игру в обратном порядке: эстетика, которую обеспечивает игровая динамика, возникшая из механики игры.